# Aureolaria
Aureolaria é um género botânico pertencente à família Orobanchaceae.

## Espécies
Composto por 23 espécies:
- Aureolaria aspera
- Aureolaria auriculata
- Aureolaria calycosa
- Aureolaria cuneifolia
- Aureolaria dispersa
- Aureolaria flava
- Aureolaria glauca
- Aureolaria grandiflora
- Aureolaria greggii
- Aureolaria heterophylla
- Aureolaria intermedia
- Aureolaria levigata
- Aureolaria microcarpa
- Aureolaria patula
- Aureolaria pectinata
- Aureolaria pedicularia
- Aureolaria purpurea
- Aureolaria reticulata
- Aureolaria rupestris
- Aureolaria serrata
- Aureolaria skinneriana
- Aureolaria tenuifolia
- Aureolaria villosa
- Aureolaria virginica